# Podgrađe (Republika Serbska)
Podgrađe (cyr. Подграђе) – wieś w Bośni i Hercegowinie, w Republice Serbskiej, w gminie Nevesinje. W 2013 roku liczyła 6 mieszkańców.